# Stefano Napoleoni
Stefano Napoleoni (Roma, 26 giugno 1986) è un calciatore italiano, attaccante del Real Monterotondo.

## Biografia
Nato a Roma, ha trascorso la sua intera carriera da professionista all'estero, giocando per diverse squadre in Polonia, Grecia e Turchia, pur avendo più volte espresso il desiderio di tornare a giocare in Italia.

## Carriera
Nato nel quartiere Nuovo Salario di Roma, Stefano Napoleoni inizia la sua carriera nella capitale, col Tor di Quinto, squadra di Promozione. Nel 2006 viene notato dall'ex-calciatore polacco Zbigniew Boniek che, in qualità di dirigente del Widzew Łódź, al tempo militante nella massima divisione, decide di portare Napoleoni in Polonia.

### La Polonia: Widzew Łódź
Napoleoni debutta da professionista in Ekstraklasa il 14 ottobre 2006, nella trasferta contro il Górnik Łęczna, segnando anche la sua prima rete con la nuova maglia. Nella sua prima annata, l'attaccante colleziona 23 presenze e cinque reti fra campionato e coppa nazionale. Nella stagione successiva, fatica a ritagliarsi un posto da titolare, ma riesce comunque a segnare otto reti, bottino che però non basta ad evitare la retrocessione in cadetteria del Widzew Łódź a fine campionato. La successiva esperienza dell'attaccante in seconda divisione si rivela ancora più deludente: conclude con 17 presenze e zero reti.

### La Grecia: Levadiakos e Atromitos
A febbraio del 2009, Napoleoni decide di trasferirsi in Grecia, tentando l'avventura in Alpha Ethniki e legandosi al Levadiakos, con cui firma un triennale. Due mesi più tardi, segna la sua prima rete in campionato contro l'Iraklis, diventando il primo calciatore italiano a segnare nella massima serie greca. Il 14 aprile seguente, realizza anche la sua prima doppietta tra i professionisti, in casa del Panthrakikos.
Nella stagione 2009-2010 la sua squadra retrocede dopo aver chiuso terzultima. Nella stagione 2010-2011, gioca quindi in Beta Ethniki, e contribuisce con i suoi 8 gol al ritorno nella massima serie. 
Nella stagione 2011-2012 gli viene affiancato in attacco Dīmītrios Papadopoulos, di ritorno da una breve esperienza nel campionato italiano con il Lecce: insieme, i due attaccanti portano il Levadiakos a raggiungere lo storico settimo posto in Alpha Ethniki, che risulta il miglior piazzamento di sempre del club nel campionato nazionale.
Dopo un provino con il Siena non andato a buon fine, il 2 febbraio 2013 Napoleoni passa all'Atromitos. ma, nel corso dell'intera stagione, segna un'unica rete: il 19 maggio, nel match contro l'Asteras Tripoli valevole per i play-off.
Nel campionato 2013-2014, l'italiano si dimostra più prolifico, mettendo a segno 10 gol stagionali che permettono all'Atromitos di accedere ai preliminari di Europa League per il secondo anno consecutivo.
Nella stagione 2014-2015, Napoleoni migliora ulteriormente il suo score realizzativo, andando a segno 13 volte: nella statistica anche le sue prime due triplette in carriera, realizzate contro l'Asteras Tripoli e il Panionios.
Dopo una trattativa infruttuosa col Sassuolo, nel tentativo nuovamente sfumato di tornare in Italia, decide di rinnovare il proprio contratto con l'Atromitos ed il 30 luglio 2015, segna il suo primo gol in una competizione europea, aprendo le marcature dell'incontro vinto contro gli svedesi dell'AIK Solna, nell'andata del terzo turno di Europa League.

### La Turchia: İstanbul, Göztepe e Ümraniyespor
Il 31 gennaio 2016, saltato l'accordo col Frosinone per giocare in Serie B, Napoleoni decide di provare una nuova avventura nella Süper Lig massima serie turca, all'İstanbul Başakşehir con un ingaggio di oltre cinquecentomila euro a stagione. Del suo periodo a Istanbul risulta particolarmente memorabile la sua seconda stagione, in cui contribuisce in modo decisivo all'obbiettivo del club di raggiungere la seconda posizione in campionato e, di conseguenza, la qualificazione ai preliminari della Champions League. Nelle stagioni successive, il suo rendimento è invece al di sotto delle aspettative.
Il 2 settembre 2019 viene quindi ceduto al Göztepe. A Smirne l'attaccante gioca per due stagioni, con la squadra che in entrambi i casi conclude il campionato a metà classifica: dopodiché, nell'estate del 2021 rimane svincolato.
Il 7 settembre 2021 trova l'accordo con l'Ümraniyespor, formazione di Istanbul militante nella seconda serie turca. con cui centra la promozione nella massima serie senza però riuscire a ritagliarsi un ruolo da protagonista.

### Il ritorno in Italia nei dilettanti
Dopo essere rimasto nuovamente svincolato, saltata la trattativa con la Viterbese per giocare in Lega Pro, il 26 novembre 2022 decide di tornare comunque in Italia e di firmare con la Roma City, squadra militante in Serie D, per poi passare al Real Monterotondo nella stagione 2023-24.

## Statistiche

### Presenze e reti nei club
Statistiche aggiornate al 18 aprile 2024.
| Stagione                   | Squadra                    | Campionato                 | Campionato | Campionato | Coppe nazionali | Coppe nazionali | Coppe nazionali | Coppe continentali | Coppe continentali | Coppe continentali | Altre coppe | Altre coppe | Altre coppe | Totale | Totale |
| Stagione                   | Squadra                    | Comp                       | Pres       | Reti       | Comp            | Pres            | Reti            | Comp               | Pres               | Reti               | Comp        | Pres        | Reti        | Pres   | Reti   |
| -------------------------- | -------------------------- | -------------------------- | ---------- | ---------- | --------------- | --------------- | --------------- | ------------------ | ------------------ | ------------------ | ----------- | ----------- | ----------- | ------ | ------ |
| 2006-2007                  | Widzew Łódź                | EK                         | 17         | 4          | CP+CE           | 1+5             | 0+1             | -                  | -                  | -                  | -           | -           | -           | 23     | 5      |
| 2007-2008                  | Widzew Łódź                | EK                         | 27         | 7          | CP+CE           | 0+1             | 0               | -                  | -                  | -                  | -           | -           | -           | 28     | 7      |
| 2008-feb. 2009             | Widzew Łódź                | 1L                         | 17         | 0          | CP              | 1               | 0               | -                  | -                  | -                  | -           | -           | -           | 18     | 0      |
| Totale Widzew Łódź         | Totale Widzew Łódź         | Totale Widzew Łódź         | 61         | 11         |                 | 8               | 1               |                    | -                  | -                  |             | -           | -           | 69     | 12     |
| feb.-giu. 2009             | Levadiakos                 | SL                         | 8          | 4          | CG              | 0               | 0               | -                  | -                  | -                  | -           | -           | -           | 8      | 4      |
| 2009-2010                  | Levadiakos                 | SL                         | 27         | 7          | CG              | 1               | 0               | -                  | -                  | -                  | -           | -           | -           | 28     | 7      |
| 2010-2011                  | Levadiakos                 | FL                         | 32+3       | 8+0        | CG              | 0               | 0               | -                  | -                  | -                  | -           | -           | -           | 35     | 8      |
| 2011-2012                  | Levadiakos                 | SL                         | 18         | 8          | CG              | 0               | 0               | -                  | -                  | -                  | -           | -           | -           | 18     | 8      |
| 2012-gen. 2013             | Levadiakos                 | SL                         | 10         | 1          | CG              | 0               | 0               | -                  | -                  | -                  | -           | -           | -           | 10     | 1      |
| Totale Levadiakos          | Totale Levadiakos          | Totale Levadiakos          | 95+3       | 28+0       |                 | 1               | 0               |                    | -                  | -                  |             | -           | -           | 99     | 28     |
| gen.-giu. 2013             | Atromītos                  | SL                         | 10+6       | 0+4        | CG              | 0               | 0               | -                  | -                  | -                  | -           | -           | -           | 16     | 4      |
| 2013-2014                  | Atromītos                  | SL                         | 24+5       | 7+3        | CG              | 3               | 0               | UEL                | 2                  | 0                  | -           | -           | -           | 34     | 10     |
| 2014-2015                  | Atromītos                  | SL                         | 30+6       | 13+0       | CG              | 1               | 0               | UEL                | 2                  | 0                  | -           | -           | -           | 39     | 13     |
| 2015-gen. 2016             | Atromītos                  | SL                         | 17         | 3          | CG              | 5               | 4               | UEL                | 4                  | 1                  | -           | -           | -           | 26     | 8      |
| Totale Atromitos           | Totale Atromitos           | Totale Atromitos           | 81+17      | 23+7       |                 | 9               | 4               |                    | 8                  | 1                  |             | -           | -           | 115    | 35     |
| gen.-giu. 2016             | İstanbul Başakşehir        | SL                         | 11         | 2          | CT              | 1               | 0               | -                  | -                  | -                  | -           | -           | -           | 12     | 2      |
| 2016-2017                  | İstanbul Başakşehir        | SL                         | 16         | 4          | CT              | 9               | 4               | UEL                | 0                  | 0                  | -           | -           | -           | 25     | 8      |
| 2017-2018                  | İstanbul Başakşehir        | SL                         | 18         | 2          | CT              | 2               | 1               | UCL+UEL            | 4+5                | 0+1                | -           | -           | -           | 29     | 4      |
| 2018-2019                  | İstanbul Başakşehir        | SL                         | 26         | 3          | CT              | 2               | 0               | UEL                | 2                  | 0                  | -           | -           | -           | 27     | 3      |
| Totale Istanbul Basaksehir | Totale Istanbul Basaksehir | Totale Istanbul Basaksehir | 71         | 11         |                 | 14              | 5               |                    | 11                 | 1                  |             | -           | -           | 93     | 17     |
| sett. 2019-2020            | Göztepe                    | SL                         | 29         | 6          | CT              | 0               | 0               | -                  | -                  | -                  | -           | -           | -           | 29     | 6      |
| 2020-2021                  | Göztepe                    | SL                         | 15         | 1          | CT              | 2               | 0               | -                  | -                  | -                  | -           | -           | -           | 17     | 1      |
| Totale Göztepe             | Totale Göztepe             | Totale Göztepe             | 43         | 7          |                 | 2               | 0               |                    | -                  | -                  |             | -           | -           | 45     | 7      |
| sett. 2021-2022            | Ümraniyespor               | 1L                         | 13         | 3          | CT              | 1               | 1               | -                  | -                  | -                  | -           | -           | -           | 14     | 4      |
| nov.-giu. 2023             | Roma City                  | D                          | 9          | 0          | -               | -               | -               | -                  | -                  | -                  | -           | -           | -           | 9      | 0      |
| 2023-2024                  | Real Monterotondo          | D                          | 29         | 8          | CI-D            | 1               | 0               | -                  | -                  | -                  | -           | -           | -           | 30     | 8      |
| 2024-2025                  | Real Monterotondo          | D                          | 24         | 4          | CI-D            | 1               | 1               |                    |                    |                    |             |             |             | 25     | 5      |
| Totale Monterotondo        | Totale Monterotondo        | Totale Monterotondo        | 53         | 12         |                 | 2               | 1               |                    | -                  | -                  |             | -           | -           | 55     | 13     |
| Totale carriera            | Totale carriera            | Totale carriera            | 446        | 102        |                 | 37              | 12              |                    | 19                 | 2                  |             | -           | -           | 502    | 116    |

## Palmarès

### Club

#### Competizioni nazionali
- Campionato polacco di seconda divisione: 1

Widzew Łódź: 2008-2009